# Begar
Begar (Perzisch), begari, bitti, etti, vetti of veth was een vorm van dwangarbeid voor hoge kasten in de Marathaconfederatie en Brits-India. Boeren moesten in deze vorm van het jajmanisysteem diensten en goederen (rasad) leveren aan overheidsdienaren als de zamindari.
In de koloniale periode was er tegen het einde van de negentiende eeuw vooral in Avadh weerstand onder lagere kasten om door de grond bezittende kasten in dit systeem gedwongen te worden.
In 1946-51 kwam het in Telangana tot de Telangana-opstand waarbij boeren onder meer protesteerden tegen de vetti. De deshmukhs, lokaal durra's of dora's genoemd en in forten (gadi's) wonend, verlangden diensten en vee van hen en zelfs de maagdelijkheid van boerendochters. Ondanks de opstand bleven dergelijke diensten ook na de onafhankelijkheid voorkomen.